# Expeditionary Transfer Dock
Un Expeditionary Transfer Dock, ou ESD, (en anglais : quai de transfert expéditionnaire), anciennement Mobile Landing Platform, ou MLP, (en anglais : plate-forme d'atterrissage mobile) est un type de navire utilisé par l'US Navy. Il s'agit d'une plate-forme semi-submersible, flexible et modulaire. Il offre la capacité d'effectuer des mouvements logistiques à grande échelle tels que le transfert de véhicules et équipements d'un océan à l'autre. Ces navires réduisent considérablement la dépendance vis-à-vis des ports étrangers et apportent un soutien en l'absence de disponibilité portuaire. Cette classe abrite également une variante de sous-classe appelée Expeditionary Mobile Base (ESB), anciennement Afloat Forward Staging Base (AFSB).
L'ESD et l'ESB (Expeditionary Mobile Base) font partie d'une nouvelle classe de navires ajoutée en 2015 avec un E comme nouvelle désignation. De la même manière que le L est utilisé pour les navires amphibies, le S pour les sous-marins, le A pour les navires auxiliaires, etc. Ces trois navires de classe E étaient auparavant répertoriés comme seabasing ships (en anglais : navires de base) dans le Naval Vessel Register (en anglais : registre des navires de la marine).
En mai 2011, General Dynamics NASSCO reçoit une modification de contrat de 744 millions de dollars pour financer intégralement la construction des deux premiers navires de la classe, l'USNS Montford Point et l'USNS John Glenn. Un financement supplémentaire de 115 millions de dollars pour les matériaux à long délai de livraison et la conception avancée est accordé en août 2011.
Le premier navire du programme ESD, l'USNS Montford Point est livré en mai 2013, et le deuxième navire, l'USNS John Glenn, est livré le 20 mai 2013.
En 2012, un troisième MLP, l'USS Lewis B. Puller, est ajouté au contrat et reconfiguré en tant que base mobile expéditionnaire (ESB), ou anciennement connue sous le nom de MLP Afloat Forward Staging Base (AFSB). Les trois navires sont livrés à la marine américaine.
En septembre 2015, l'US Navy décide de renommer le MLP (Mobile Landing Platform) en tant que Expeditionary Transfer Dock (ESD) et l'AFSB (Afloat Forward Staging Base) en tant que Expeditionary Mobile Base (ESB).
La Marine prévoit de se procurer six Expeditionary Transfer Dock (ESB) au total, avec un quatrième (ESB-6) commandé au cours de l'exercice 2018, un cinquième (ESB-7) commandé au cours de l'exercice 2019 et le sixième et dernier navire (ESB-8) avec une date de commande encore à déterminer.

## Conception

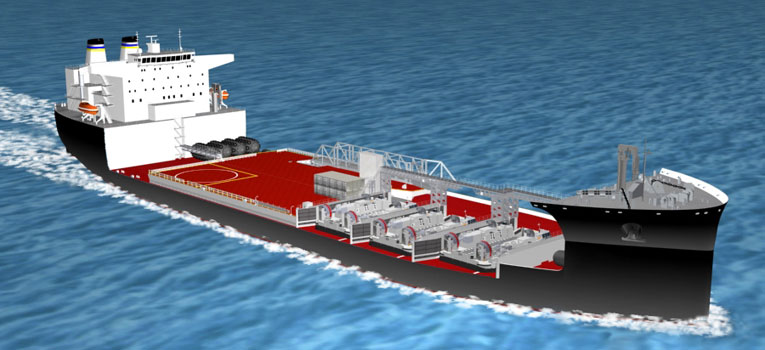
A computer-generated image depicting the Expeditionary Transfer Dock design

Le concept d'Expeditionary Transfer Dock est un grand navire de soutien auxiliaire pour faciliter la logistique d'une force de débarquement amphibie en agissant comme une base flottante ou une station de transfert qui peut être prépositionnée hors de la zone cible,. Les troupes, l'équipement et la cargaison seraient transférés à l'ESD par des navires à grand tirant d'eau, d'où ils peuvent être déplacés à terre par des navires à faible tirant d'eau, des péniches de débarquement comme le Landing Craft Air Cushion (LCAC) ou des hélicoptères,. Pour transférer les véhicules des plus gros navires vers l'ESD, les navires devaient à l'origine être équipés d'un système de transfert de véhicules : une rampe reliant les deux navires le long du quai et capable de compenser les mouvements des deux navires en cours de route

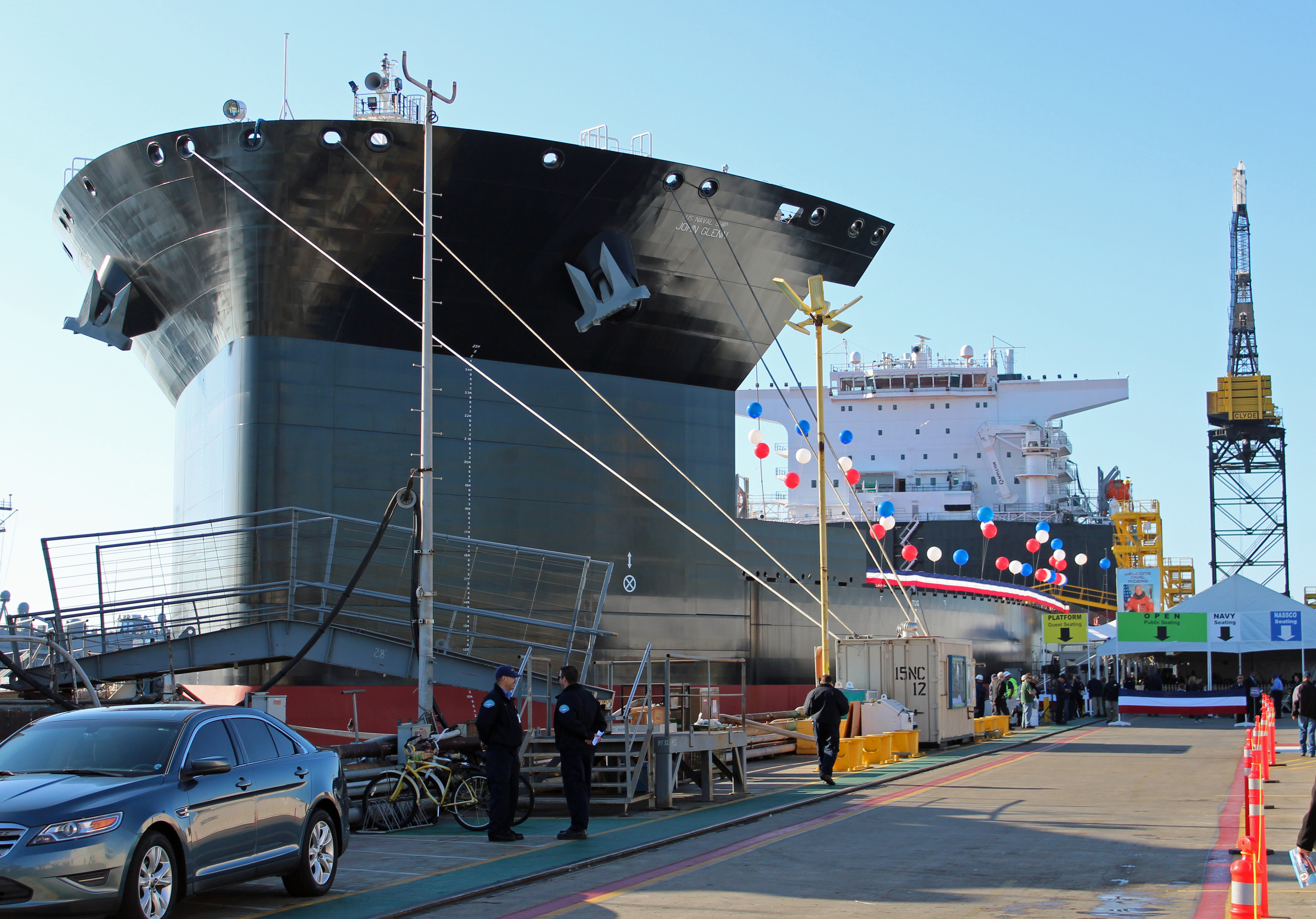
USNS John Glenn (T-ESD-2) naming, Feb 2014

Une conception préliminaire de General Dynamics prévoyait un navire transportant six LCAC, avec la capacité de faire demi-tour (accoster, décharger ou charger, puis lancer) deux péniches de débarquement simultanément depuis la poupe. Les ESD devaient héberger une force de la taille d'une brigade, naviguer à 20 nœuds (37 km/h) et avoir une portée maximale de 9 000 milles marins (17 000 km). Chaque navire devait coûter 1,5 milliard de dollars à construire, mais les réductions des dépenses de défense prévues pour le budget de l'exercice 2011 ont forcé la réduction de la conception à la mi-2009.

## Construction
En août 2010, la National Steel and Shipbuilding Company de San Diego obtient un contrat de 115 millions de dollars américains pour la construction du premier navire,. La construction du premier navire débute en juillet 2011.
En janvier 2016, les noms des quatre navires sont annoncés,. Le nom du cinquième navire est annoncé en novembre 2017.

### Liste des navires
| Sous-classe Montford Point (ESD)  |                          |         |                                                      |
| USNS                              | Montford Point           | T-ESD-1 | Inactive, Reduced Operating Status, 23 February 2022 |
| USNS                              | John Glenn               | T-ESD-2 | Inactive, Reduced Operating Status, 10 January 2020  |
| Sous-classe Lewis B. Puller (ESB) |                          |         |                                                      |
| USS                               | Lewis B. Puller          | ESB-3   | Commissionné : 17 aout 2017                          |
| USS                               | Hershel "Woody" Williams | ESB-4   | Commissionné : 7 mars 2020                           |
| USS                               | Miguel Keith             | ESB-5   | Commissionné : 7 mars 2020                           |
| USS                               | John L. Canley           | ESB-6   | Commissionné : 25 juin 2022                          |
| USS                               | Robert E. Simanek        | ESB-7   | Commissionné : 25 juin 2022                          |